# Hall of Clestrain
Le Hall of Clestrain est une demeure bâtie en 1769 pour Patrick Honyman dans la paroisse d'Orphir (Orcades). L'explorateur John Rae y est né en 1813 et Sir Walter Scott l'a visitée en 1814.
Des projets visent actuellement[Quand ?] à transformer le corps central du bâtiment en un musée consacré à la mer.